# مودوک (کانزاس)
مودوک (به انگلیسی: Modoc) یک منطقهٔ مسکونی در ایالات متحده آمریکا است که در شهرستان اسکات، کانزاس واقع شده‌است.